# بروشکووشچزنا
بروشکووشچزنا (به لهستانی:  Bruszkowszczyzna) یک روستا در لهستان است که در گمینا نارو واقع شده‌است.